# Squash-Weltmeisterschaften im Doppel und Mixed 2017/Damendoppel
Damendoppel der Weltmeisterschaften im Doppel und Mixed 2017 im Squash.
Das Teilnehmerfeld bestand aus 13 Doppelpaarungen, die in drei Gruppen à drei und einer Gruppe mit vier Doppelpaarungen im Round-Robin-Modus gegeneinander antreaten. Die Gruppensieger und Zweitplatzierten zogen ins Viertelfinale ein und spielten im K.-o.-System die Plätze eins bis acht aus.
Vorjahressieger waren Joelle King und Amanda Landers-Murphy aus Neuseeland, die 2016 das Endspiel gegen Rachael Grinham und Donna Urquhart gewannen. King und Landers-Murphy starteten an Nummer eins gesetzt ins Turnier, Grinham und Urquhart als Nummer drei. Erneut gelang es King und Landers-Murphy, das Finale zu erreichen. Dort besiegte sie Jenny Duncalf und Alison Waters mit 9:11, 11:1 und 11:10.

## Setzliste
| Nr. | Paarung                           | Erreichte Runde |
| --- | --------------------------------- | --------------- |
| 01. | Joelle King Amanda Landers-Murphy | Sieg            |
| 02. | Joshna Chinappa Dipika Pallikal   | Halbfinale      |
| 03. | Rachael Grinham Donna Urquhart    | Halbfinale      |
| 04. | Laura Massaro Sarah-Jane Perry    | Viertelfinale   |
| 05. | Alison Waters Jenny Duncalf       | Finale          |
| 06. | Rachel Arnold Nicol David         | Viertelfinale   |
| 07. | Tesni Evans Deon Saffery          | Viertelfinale   |

| Nr. | Paarung                               | Erreichte Runde |
| --- | ------------------------------------- | --------------- |
| 08. | Nikki Todd Samantha Cornett           | Viertelfinale   |
| 09. | Natalie Grinham Milou van der Heijden | Gruppenphase    |
| 10. | Catalina Peláez Laura Tovar           | Gruppenphase    |
| 11. | Sarah Cardwell Christine Nunn         | Gruppenphase    |
| 12. | Lisa Aitken Carrie Hallam             | Gruppenphase    |
| 13. | Cheyna Tucker Alexandra Fuller        | Gruppenphase    |

## Ergebnisse

### Vorrunde

#### Gruppe A
| Rang | Setzung | Doppel                                | Sp. | S | N | S.-Diff. | P.-Diff. | Pkt. |
| ---- | ------- | ------------------------------------- | --- | - | - | -------- | -------- | ---- |
| 1    | 1       | Joelle King Amanda Landers-Murphy     | 2   | 2 | 0 | 4:1      | 49:35    | 4    |
| 2    | 8       | Nikki Todd Samantha Cornett           | 2   | 1 | 1 | 3:2      | 47:40    | 2    |
| 3    | 9       | Natalie Grinham Milou van der Heijden | 2   | 0 | 2 | 0:4      | 23:44    | 0    |

| Spielerinnen          | Spielerinnen              | Ergebnis         |
| --------------------- | ------------------------- | ---------------- |
| King / Landers-Murphy | Grinham / van der Heijden | 11:6, 11:4       |
| King / Landers-Murphy | Cornett / Todd            | 5:11, 11:5, 11:9 |
| Cornett / Todd        | Grinham / van der Heijden | 11:8, 11:5       |

#### Gruppe B
| Rang | Setzung | Doppel                          | Sp. | S | N | S.-Diff. | P.-Diff. | Pkt. |
| ---- | ------- | ------------------------------- | --- | - | - | -------- | -------- | ---- |
| 1    | 2       | Joshna Chinappa Dipika Pallikal | 2   | 2 | 0 | 4:0      | 44:24    | 4    |
| 2    | 7       | Tesni Evans Deon Saffery        | 2   | 1 | 1 | 2:3      | 44:41    | 2    |
| 3    | 10      | Catalina Peláez Laura Tovar     | 2   | 0 | 2 | 1:4      | 28:51    | 0    |

| Spielerinnen        | Spielerinnen    | Ergebnis         |
| ------------------- | --------------- | ---------------- |
| Chinappa / Pallikal | Peláez / Tovar  | 11:4, 11:5       |
| Chinappa / Pallikal | Evans / Saffery | 11:8, 11:7       |
| Evans / Saffery     | Peláez / Tovar  | 7:11, 11:6, 11:2 |

#### Gruppe C
| Rang | Setzung | Doppel                         | Sp. | S | N | S.-Diff. | P.-Diff. | Pkt. |
| ---- | ------- | ------------------------------ | --- | - | - | -------- | -------- | ---- |
| 1    | 3       | Rachael Grinham Donna Urquhart | 2   | 1 | 1 | 3:2      | 51:43    | 2    |
| 2    | 6       | Rachel Arnold Nicol David      | 2   | 1 | 1 | 3:3      | 61:57    | 2    |
| 3    | 11      | Sarah Cardwell Christine Nunn  | 2   | 1 | 1 | 2:3      | 40:52    | 2    |

| Spielerinnen       | Spielerinnen    | Ergebnis          |
| ------------------ | --------------- | ----------------- |
| Grinham / Urquhart | Cardwell / Nunn | 11:7, 11:5        |
| Grinham / Urquhart | Arnold / David  | 10:11, 11:9, 8:11 |
| Arnold / David     | Cardwell / Nunn | 9:11, 11:6, 10:11 |

#### Gruppe D
| Rang | Setzung | Doppel                         | Sp. | S | N | S.-Diff. | P.-Diff. | Pkt. |
| ---- | ------- | ------------------------------ | --- | - | - | -------- | -------- | ---- |
| 1    | 5       | Alison Waters Jenny Duncalf    | 3   | 3 | 0 | 5:2      | 71:38    | 6    |
| 2    | 4       | Laura Massaro Sarah-Jane Perry | 3   | 2 | 1 | 6:1      | 74:52    | 4    |
| 3    | 12      | Lisa Aitken Carrie Hallam      | 3   | 1 | 2 | 2:4      | 43:60    | 2    |
| 4    | 13      | Cheyna Tucker Alexandra Fuller | 3   | 0 | 3 | 0:6      | 28:66    | 0    |

| Spielerinnen     | Spielerinnen     | Ergebnis          |
| ---------------- | ---------------- | ----------------- |
| Massaro / Perry  | Aitken / Hallam  | 11:6, 12:10       |
| Waters / Duncalf | Tucker / Fuller  | 11:1, 11:3        |
| Massaro / Perry  | Waters / Duncalf | 7:11, 11:10, 6:11 |
| Aitken / Hallam  | Tucker / Fuller  | 11:7, 11:8        |
| Massaro / Perry  | Tucker / Fuller  | 11:5, 11:4        |
| Waters / Duncalf | Aitken / Hallam  | 11:4, 11:1        |

### Finalrunde
| Viertelfinale | Viertelfinale             | Viertelfinale | Viertelfinale | Viertelfinale |  |  | Halbfinale | Halbfinale                | Halbfinale | Halbfinale | Halbfinale |   |                           | Finale               | Finale | Finale | Finale | Finale |
|               |                           |               |               |               |  |  |            |                           |            |            |            |   |                           |                      |        |        |        |        |
| 1             | J. King A. Landers-Murphy | 11            | 11            |               |  |  |            |                           |            |            |            |   |                           |                      |        |        |        |        |
| 7             | T. Evans D. Saffery       | 9             | 8             |               |  |  | 1          | J. King A. Landers-Murphy | w.         | o.         |            |   |                           |                      |        |        |        |        |
| 3             | R. Grinham D. Urquhart    | 10            | 11            | 11            |  |  | 3          | R. Grinham D. Urquhart    |            |            |            |   |                           |                      |        |        |        |        |
| 4             | L. Massaro S.-J. Perry    | 12            | 9             | 8             |  |  |            |                           |            |            |            | 1 | J. King A. Landers-Murphy | 9                    | 11     | 11     |        |        |
| 6             | R. Arnold N. David        |               |               |               |  |  |            |                           |            |            |            |   | 5                         | A. Waters J. Duncalf | 11     | 1      | 10     |        |
| 5             | A. Waters J. Duncalf      | w.            | o.            |               |  |  | 5          | A. Waters J. Duncalf      | 6          | 11         | 11         |   |                           |                      |        |        |        |        |
| 8             | N. Todd S. Cornett        | 12            | 6             | 8             |  |  | 2          | J. Chinappa D. Pallikal   | 11         | 6          | 8          |   |                           |                      |        |        |        |        |
| 2             | J. Chinappa D. Pallikal   | 10            | 11            | 11            |  |  |            |                           |            |            |            |   |                           |                      |        |        |        |        |